# Tilman Krischer

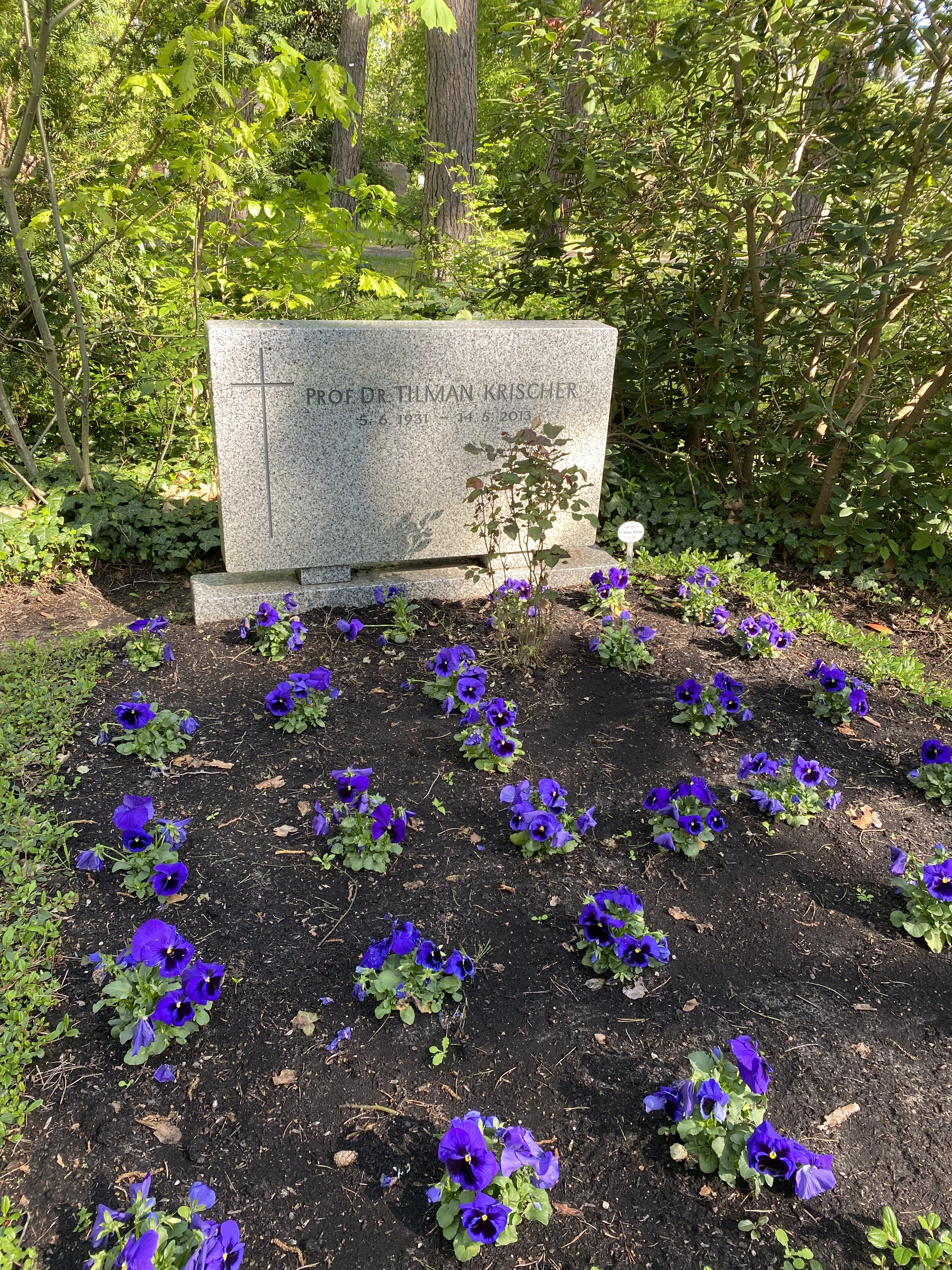
Grabstätte auf dem Waldfriedhof Zehlendorf (Feld 055-71)

Tilman Krischer (* 5. Juni 1931 in Darmstadt; † 14. Mai 2013 in Berlin) war ein deutscher Klassischer Philologe.

## Leben
Krischer studierte Klassische Philologie an der Universität Frankfurt am Main, wo er am 20. Februar 1957 mit der von Hermann Langerbeck betreuten Dissertation Das Problem der trilogischen Komposition und die dramaturgische Entwicklung der attischen Tragödie zum Dr. phil. promoviert wurde. Anschließend arbeitete er als Wissenschaftlicher Assistent an der Freien Universität Berlin, wo er sich 1970 mit der Schrift Formale Konventionen der homerischen Epik habilitierte. Im selben Jahr wurde er zum Professor ernannt. 1996 trat er in den Ruhestand.
Neben den genannten Publikationen hat Krischer gemeinsam mit Georgios Fatouros eine kommentierte Übersetzung der elften Rede des Libanios veröffentlicht (Wien/Berlin 1992). Er war außerdem Mitarbeiter an den Concordantiae in Libanium (Konkordanzen zu Libanios), die neben ihm und Fatouros von Dietmar Najock bearbeitet wurden.
Tilman Krischer starb 2013 im Alter von 81 Jahren in Berlin. Sein Grab befindet sich auf dem Waldfriedhof Zehlendorf.
Seine Tochter ist die Physikochemikerin Katharina Krischer (* 1963), die eine Professur für Technische Physik an der Technischen Universität München innehat.